# Caiman de morro ample
El caiman de morro ample (Caiman latirostris) és una espècie de caimànid endèmic de les regions subtropicals i tropicals de Sud-amèrica, que pot superar els tres metres de longitud. El seu nom deriva de la coloració de taques difuses entre el verd intens i el gris pàl·lid que el caracteritza. Està menys estès que el seu parent proper el caiman cocodril, amb qui comparteix hàbitat.
Intensament caçat durant dècades, es troba registrat en l'Apèndix II del llistat d'espècies protegides de la CITES. Se'l coneix també com a caiman del Brasil, caiman de musell ample i jacaré tinga o papo amarelo en portuguès.